# Metazygia cunha
Metazygia cunha là một loài nhện trong họ Araneidae.
Loài này thuộc chi Metazygia. Metazygia cunha được Herbert Walter Levi miêu tả năm 1995.